# Stormberg (Namibia)
Stormberg är med 2 424 meter det tredje högsta berget i Namibia och en del av Auasberge sydost om Windhoek, en runt 50 km lång bergskedja med en bredd om bara 10 km, bergskammen ligger genomsnittligt på 2 000 meters höjd.